# Tàngara andina de capell estriat
La tàngara andina de capell estriat (Dubusia stictocephala) és un ocell de la família dels tràupids (Thraupidae).

## Hàbitat i distribució
Habita les espesures de bambú, arbusts i bosc humid des del nord fins al sud del Perú.

## Taxonomia
Considerada fins fa poc una subespècie de la tàngara andina pitclara (Dubusia taeniata) ha passat a ser ubicada dins la seua pròpia espècie arran del Hoyo et Collar 2016.